# Палацо Фарнезе
Палацо Фарнезе (на италиански: Palazzo Farnese) е един от най-известните и забележителнти дворци в Рим, Италия. Счита се за един от най-добрите образци на ренесансовото изкуство.

## История
Създаването на Палацо Фарнезе е свързано с имената на Антонио Сангало, Микеланджело и Якопо Бароци да Виньола. Изграждането започва през 1515 след една или две години на подготовка. Строежът е възложен от папа Алесандро Фарнезе, който е бил назначен за кардинал през 1493 г. на 25-годишна възраст (благодарение на сестра си, която е официална любовница на папа Александър VI).
До 1527 г. строителство води Антонио Сангало, един от асистентите на Браманте в работата му по базиликата „Св. Петър“. Той построява величествено триетажно здание, през парадния вход на което, разположен в центъра, се открива поглед към прекрасния вътрешен двор, а оттам чрез аркада - към Тибър. Работата е прекъсната от разграбването на Рим през 1527 г.. Когато през януари 1534 г. кардинал Александро става папа, вече като папа Павел III, той наема Микеланджело да направи фасада с дължоки корнизи и да коригира двора. Микеланджело коригира централния прозорец, когато кардиналът става папа, добавяйки архитрав, за да поддържа най-големия герб с папска тиара, който някога Рим е виждал. Имало е и идея да се построи мост, който да свърза Палацо Фарнезе с намиращата се на противоположния бряг на реката вила Фарнезина, принадлежаща на същото семейство.
Фасадата от страната на виа Джулиа е създадена от Виньола.
Вече повече от 100 години дворецът се използа за посолство на Франция.